# Американський убивця
«Американський убивця» (англ. American Assassin) — американський бойовик, сюжет якого розгортається навколо агентів, які розслідують серію атак на цивільні та військові об'єкти.

## Сюжет
Коли Мітчу Реппу (Ділан О'Браєн) було 14 років в автокатастрофі загинули його батьки. Зараз йому 23. Його дівчину застрелили під час атаки терористів невдовзі після їх заручин. Мітч готовий на все, щоб мати можливість помститися за кохану. Він потрапляє в спеціальний загін ЦРУ, який готує ветеран «холодної війни» Стен Харлі (Майкл Кітон). Хлопець показує небувалі результати і його підключають до спецоперацій. Досвідчений Харлі разом зі своїм учнем Реппом повинен буде протистояти іншому своєму колишньому учневі, який тепер використовує свої вміння в недобрих цілях.

## У ролях
| Актор         | Роль         |
| ------------- | ------------ |
| Ділан О'Браєн | Мітч Репп    |
| Майкл Кітон   | Стен Герлі   |
| Санаа Латан   | Ірен Кеннеді |
| Шива Негар    | Анніка       |
| Тейлор Кітч   | Примара      |
| Девід Суше    | Стенфілд     |
| Навід Негабан | Бегерз       |
| Скотт Едкінс  | Віктор       |

## Створення фільму

### Виробництво
Зйомки фільму проходили в Бірмінгемі та Глазго, близько двох тижнів — у Римі. Крім того, знімальну групу було помічено в Кройдоні, Велика Британія, вулиці якого було перетворено на шумний Стамбул.

### Знімальна група
- Кінорежисер — Майкл Куеста
- Сценаристи — Стівен Шифф, Майкл Фінч, Едвард Цвік, Маршалл Херсковіц
- Кінопродюсери — Лоренцо ді Бонавентура, Нік Векслер
- Кіномонтаж — Конрад Бафф IV
- Художник-постановник — Ендрю Лос
- Артдиректори — Лек Чаіян Чансуттівает, Джейн Гарвуд, Джастін Воертон-Браун
- Композитор — Стівен Прайс
- Художник по костюмах — Анна Б. Шеппард
- Підбір акторів — Елейн Грейнджер[6].

## Сприйняття

### Критика
Фільм отримав змішані відгуки. На сайті Rotten Tomatoes оцінка стрічки становить 34 % на основі 146 відгуків від критиків (середня оцінка 4,7/10) і 64 % від глядачів із середньою оцінкою 3,6/5 (17 427 голосів). Фільму зарахований «гнилий помідор» від кінокритиків та «попкорн» від глядачів, Internet Movie Database — 6,2/10 (24 819 голосів), Metacritic — 45/100 (30 відгуків критиків) і 6,0/10 (73 відгуки від глядачів).

### Номінації та нагороди
| Нагороди та номінації фільму «Американський убивця» | Нагороди та номінації фільму «Американський убивця» | Нагороди та номінації фільму «Американський убивця» | Нагороди та номінації фільму «Американський убивця» | Нагороди та номінації фільму «Американський убивця» | Нагороди та номінації фільму «Американський убивця» |
| Рік                                                 | Кінофестиваль/кінопремія                            | Категорія/нагорода                                  | Номінант                                            | Результат                                           |                                                     |
| --------------------------------------------------- | --------------------------------------------------- | --------------------------------------------------- | --------------------------------------------------- | --------------------------------------------------- | --------------------------------------------------- |
| 2017                                                | «Золотий трейлер»                                   | Найкращий тізер                                     | CBS Films, Big Picture                              | Номінація                                           |                                                     |

## Цікаві факти
- Кінострічка заснована на однойменному романі Вінса Флінна
- На режисерське крісло претендували Джеффрі Нахманофф і Едвард Цвік.
- На роль головного героя розглядалися Джерард Батлер, Колін Фаррелл, Метью Фокс і Кріс Гемсворт.
- Брюс Вілліс міг зіграти Стена Херлі.
- Зйомки проходили в Лондоні, Римі, Будапешті, Валлетті, Бірмінгемі і на Пхукеті восени і взимку 2016 року.[11]